# Всемирный совет по танцу
Междунаро́дный танцева́льный комите́т (WDC) — общество с ограниченной ответственностью, являющееся правопреемником Международного комитета бальных танцев. Комитет был создан на совещании, организованном Филлипом Джон Сэмпи Ричардсоном
22 сентября 1950 года в Эдинбурге С 1996 по 2006 год МТК был известен как Международный комитет танцев и спортивного танца.
Основной целью во время создания комитета было обеспечить согласованную основу для проведения чемпионатов мира по бальным танцам. Эта цель была достигнута. Первоначально, состоящий из девяти европейских стран и трех других, сегодня WDC стало ведущим специалистом на профессиональных танцевальных соревнованиях, с членами комитета в различных странах по всему миру. Каждая страна имеет право на один голос. По состоянию на 2006 год, в комитете состоят 59 членов. Его руководящий орган, Президиум, состоит из Председателя и пяти заместителей Председателя.
WDC включает в себя Комитет спортивного танца и Комитет любительского танца.

## Принцип работы
Танцевальный комитет демократичен в своей работе. Практически все решения принимаются с подачи одного полноправного члена, имеющего голос. Полные члены (с некоторыми исключениями) являются отдельными странами. Есть некоторые члены филиала, такие как Международная федерация бальных танцев.
WDC состоит из Генерального совета и двух комитетов:
- Международный комитет бальных танцев регулирует действия, связанные с профессиональными бальными танцами.
- Международный комитет любительского танца занимается всеми вопросами танцевальной профессии, которые связаны с деятельностью танцевальных школ и учителей.[3] Это не регулирует непрофессиональные танцы прямо: это дело отдельных организаторов, организаций учителей танцев, таких, как Императорским Обществом Учителей Танцев и цепей танцев преподавания школ в Соединенных Штатах (например, организация Артуром Мюррея[англ.].
- По совету тренерской комиссии,[4] WDC основал Любительскую Лигу в 2007 году, регулирующую и обозначающую чемпионаты мира и континентальные чемпионаты, также работающую над системой рейтинга для танцоров-любителей.

Каждая страна-член в WDC имеет свою собственную национальную организацию, например, Российский танцевальный союз, который выступает в качестве форума для многих заинтересованных сторон в этой стране. Решение национальных органов выражают их делегаты.

## Связь с WDSF
WDC, однако, не является единственной международной организацией в данной области. После длительной кампании, Всемирный Федерация Танцевального Спорта (WDSF), ранее Международная федерация спортивных танцев, был признан Международным олимпийским комитетом в качестве единственного представительного органа спортивных танцев, 5 сентября 1997 года. В тот момент, многие танцевальные организации изменили свои названия, включив слово спорт. WDSF это отдельная организация от WDC, охватывающая некоторые общие организации и некоторые члены. В особенности в WDSF:
1. Его происхождение и принадлежность большинства членов пролегает в Европе.
2. Олимпийский комитет признает комитет уникальным. Тем не менее, спортивные танцы не были включены в качестве олимпийского вида спорта с момента её признания, а также есть многие, кто сомневается, что это когда-либо случится.
WDSF выпустил следующее:
«WDC Лига любителей — Открытый чемпионат мира среди танцоров-любителей. В 2009 WDC Открытый Любительский Чемпионат мира по танцам планируется провести в Диснейленде в Париже, Франция, с 4 по 6 декабря 2009 года. Инициатива исходила не от WDSF и не от консула WDSF от Франции, а от Национального комитета спортивных танцев (CNDS). Соответственно Президиум WDSF может принять меры против любого участника, судьи или же других должностных лиц, связанной с WDSF или против WDSF члена, который участвует в этом конкурсе без предварительного уведомления».
Председатель WDC Amateur League, Сэмми Стопфорд, уже энергично протестовал по предложению итальянской федерации спортивных танцев, чтобы ограничить свободу выбора для молодых танцоров.
Это ясно свидетельствует о конфликте между двумя организациями в течение которого из них они имеют право санкционировать любительские соревнования на мировом уровне, а также философствовать о свободе выбора для отдельных пар в бальных танцах.

## Соревнования WDC
Эти соревнования проводятся в соответствии с положением WDC, но организованы в различных странах каждый год.
- Чемпионат мира по профессиональным бальным танцам
- Чемпионат мира по профессиональным латиноамериканским танцам
- Чемпионат мира по 10 профессиональным танцам (Бальные: вальс, фокстрот, квикстеп, танго и венский вальс; латиноамериканские: румба, самба, пасодобль, ча-ча-ча и джайв)
- Чемпионат Европы по 10 профессиональным танцам
- Чемпионат Европы по профессиональным латиноамериканским танцам

Есть и другие спортивные события, которые имеют своих стран-организаторов, на которые также открыта запись.
- WDC Amateur League — Открытые юношеские чемпионаты мира и профессиональные Кубки.
- Мировой Кубок Кремля по латиноамериканским танцам
- Мастера мира по латиноамериканским танцам WDC Кубок мира. В 2009 году, когда это событие было в Шэньчжэне, Китай, было собрано более 2000 участников.

В правилах, также доступны для профессиональных соревнований в классическом бальном танце и латиноамериканском танце.

### Правила WDC чемпионатов
Правила WDC соревнований отличаются от традиционных правил проведения чемпионата Англии по бальным танцам, разработанных OBBD (Официальным Советом бальных танцев, в настоящее время Совета бальных танцев).
1. WDC чемпионаты не являются открытыми состязаниями Национальные органы выдвинуть свои лучшие доступные пары, и только две пары разрешается из любой одной страны (правило 3.2.1). Это принципиальное отличие от английских правил; на основные английские состязания всегда была открыта запись, что происходит и до сих пор. Вверх от WDC правило, что организаторы могут организовать событие в краткие сроки. Это может быть важно для телевизионщиков, и, возможно, для других факторов. Недостатком является то, что многие выдающиеся танцоры из сильных стран могут никогда не получить шанс на участие.
2. На Профессиональный чемпионатах мира и континентальных соревнованиях, разрешено судейство только одного человека от одной страны (правило 5.2.6). Это означает, что некоторые из самых опытных арбитров мира не могут судить. Это позволяет избежать предвзятости с националистической точки зрения, но, возможно, позволяет избежать некоторые непредвиденные последствия.
Правило 2.1 в настоящее время ограничивает доступ к соревнованиям для пар, состоящих из мужчины и женщины, состоящих в отношениях.

## Президенты WDC
- П. Дж. С. Ричардсон MBE (ICBD)[12]
- Алекс Мур (ICBD)
- Билл Ирвин MBE (ICBD)
- Леонард Морган (ICBD)
- Роберт Шорт (WD&DSC)
- Карл Брюер (WD&DSC)
- Донни Бёрнс MBE